# Amtsbezirk Marchegg
Der Amtsbezirk Marchegg war eine Verwaltungseinheit im Weinviertel in Niederösterreich.
Der Amtsbezirk war der Kreisbehörde in Korneuburg unterstellt und besorgte deren Amtsgeschäfte vor Ort. Die Zuständigkeit erstreckte sich neben Marchegg auf die damaligen Gemeinden Baumgarten, Breitensee, Dörfles, Engelhartstetten, Groissenbrunn, Hof an der March, Lassee, Loimersdorf, Schönfeld, Untersiebenbrunn, Stopfenreuth, Stripfing, Tallesbrunn, Oberweiden, Weikendorf,  Witzelsdorf und Zwerndorf.
Der Amtsbezirk umfasste dabei 18 Gemeinden mit 7.785 Einwohnern (lt. Zählung von 1851).